# リバーヘッド駅
リバーヘッド駅（英: Riverhead）とはロングアイランド鉄道の本線（グリーンポート支線）の駅である。ニューヨーク州リバーヘッドのオズボーン・アベニューとレイルロード・ストリートの交差点、ニューヨーク州道25号線（ウェスト・メイン・ストリート）やサフォーク郡裁判所の北にある。

## 歴史
リバーヘッド駅は当初1845年6月14日に建設された。初代駅舎は鉄道の作業員宿舎 (railroad bunkhouse) として使用するために1870年3月に移転され、2番目の停車場が同月に開業した。1891年と1969年の間、それは転車台、給水塔、ポンプ室を有していた。3番目の停車場は1910年6月2日に開業したが、1972年11月13日にthe agency was closed。その駅舎は信号の保守担当者 (signal maintainers) のために20世紀末まで利用された。
リバーヘッド駅は近年、高床の単式ホームや1910年に建設されたものに似た4番目の駅舎とともに復活され、2001年にリバーヘッド町に売却された。しかしその駅舎はヴァンダリズム、窃盗、さらにはバスルームとしての不正使用の多発を受けて一般の人々に対し閉鎖されている。その駅舎はリバーヘッド町が所有し、MTAが代わりに高床のプラットホームやそのたの快適設備 (other amenities) を使用している。この駅はロングアイランド鉄道博物館の Riverhead Restoration Site の西端付近にも位置している。歴史的なロングアイランド鉄道の車両やメンテナンス設備のコレクションをこの駅付近で見ることができる。

## 駅構造
|   | ■                   | 営業なし（構内線路）                  |  |
|   | ■グリーンポート支線 | 通過（待避線）                        |  |
| 1 | ■グリーンポート支線 | ロンコンコマ方面 （ヤップハンク）     |  |
| 1 | ■グリーンポート支線 | グリーンポート方面 （マッティタック） |  |

この駅は高床の単式ホームを線路の南側に1面有し、有効長は1両半である。本線ではこの場所では2本の線路と、3本の線路が敷かれている小さい操車場 (yard) を有する。